# Simfonia nr. 9 (Beethoven)

O pagină din manuscrisele lui Beethoven ale Odei Bucuriei

Oda bucuriei cunoscută și ca simfonia a 9-a este una din cele mai renumite compoziții ale lui Ludwig van Beethoven. Mai este renumită și pentru grandiosul final coral pe versurile poetului Friedrich Schiller. Această simfonie este actualul imn oficial al Uniunii Europene, având premiera în 1827. Așa cum spunea și Sergiu Celibidache , Beethoven, fiind surd atunci când a scris simfonia, a avut nevoie de o putere mare de spiritualizare pentru a fi sigur de frumusețea simfoniei lui.

## Compoziția
Simfonia a 9 a în re minor, op. 125 (uneori cunoscută doar ca "Coral"), este ultima simfonie completă de Ludwig van Beethoven (1770-1827). Finalizată în 1824, simfonia este una dintre lucrările cele mai cunoscute din repertoriul clasic occidental.  Printre critici, este considerată a fi printre cele mai mari opere ale lui Beethoven, și este considerată de unii cea mai mare bucată de muzică scrisă vreodată. 
Simfonia a fost primul exemplu de compoziție majoră folosind vocile într-o simfonie  (fiind astfel o simfonie corală). Cuvintele sunt cântate în timpul mișcării finale de patru soliști vocali și un cor. 
În 2002, a fost acordat autograful pentru simfonia a IX-a, organizat de Biblioteca de Stat din Berlin, devenind prima partitură onorată.

## Istoria

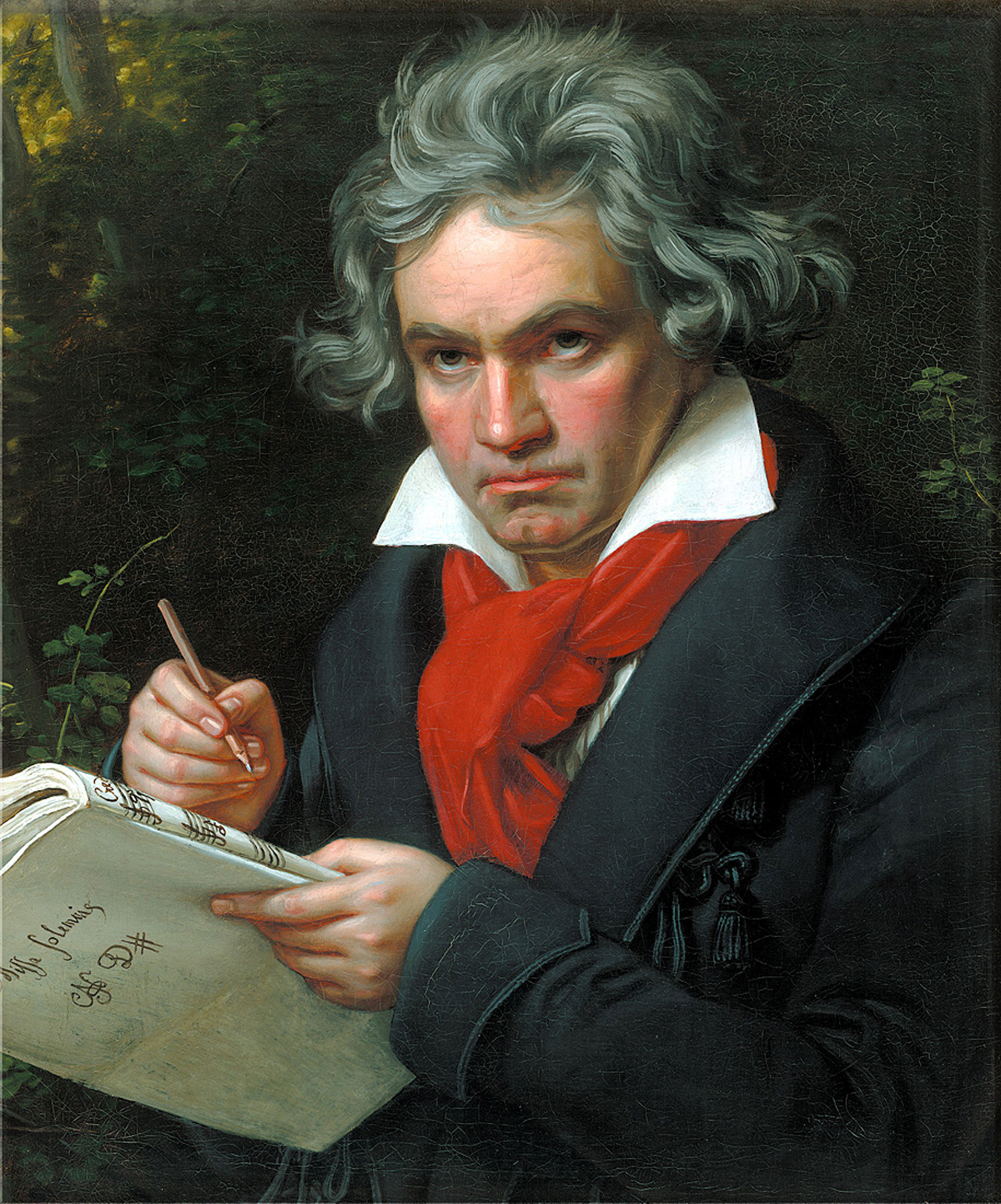
Ludwig van Beethoven - 1820

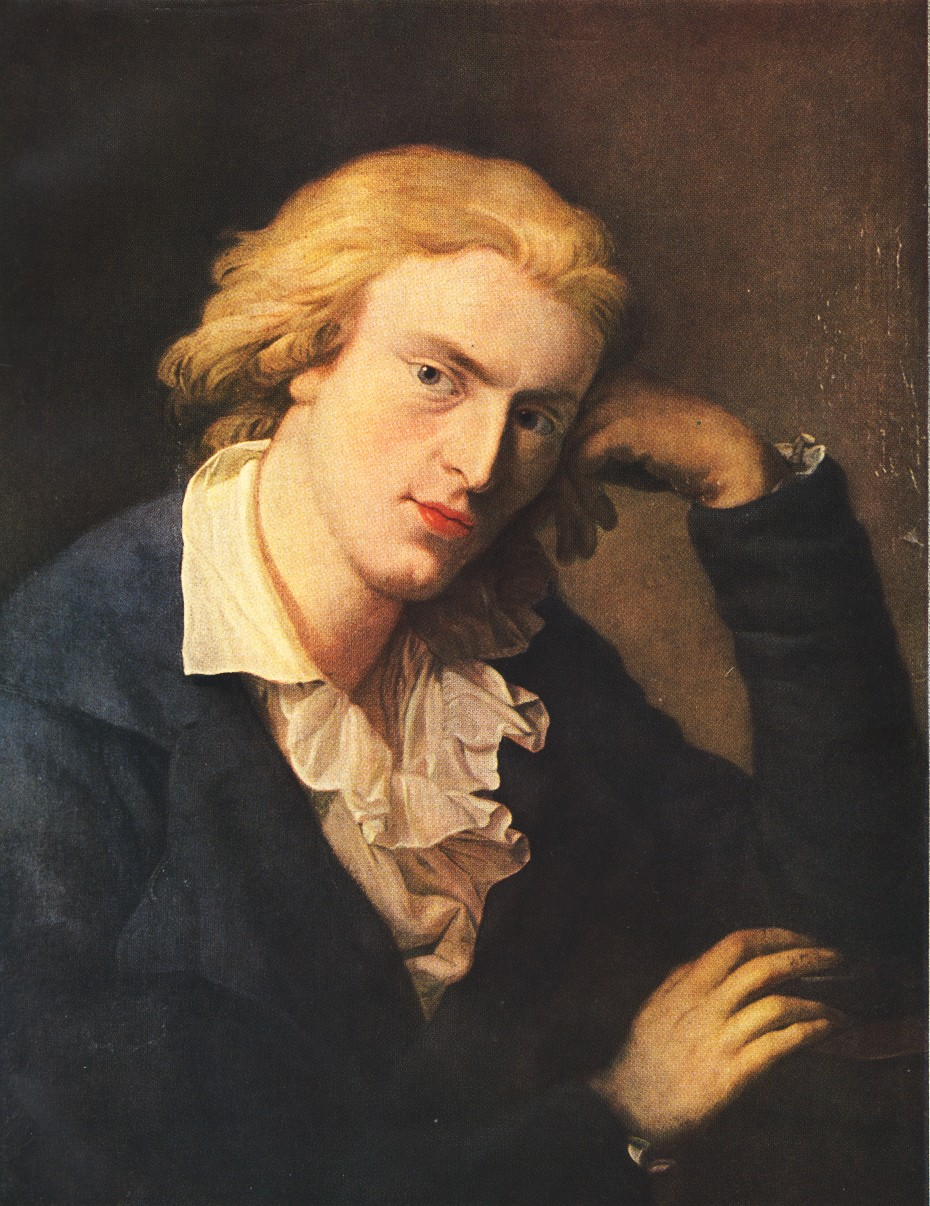
Friedrich Schiller - marele poet german

Societatea Filarmonicii Londoneze a comandat simfonia în 1817. Lucrarea compoziției principale a fost terminată în toamna anului 1822 iar autograful a fost primit în 1824.Ca și în Simfonia a IX-a, forțele vocale cânte o temă cântată pentru prima dată instrumental, și această temă amintește de tema corespunzătoare din Simfonia a IX (pentru o comparație detaliată, vezi Fantezia Corală). Mergând mai departe înapoi, o versiune mai veche a temei Fantezia Corală este găsită în piesa "Gegenliebe" ("Împotriva iubirii"), pentru pian și voce înaltă, care datează dinainte de 1795. Potrivit lui Robert W. Gutman, K. 222 Ofertoriul lui Mozart în re minor, "Misericordias Domini", scris în 1775, conține o melodie care prefigurează "Oda Bucuriei".

## Premiera
Beethoven a fost dornic să facă premiera la Berlin, cât mai curând posibil deoarece el crezuse că în Viena domina aerul compozitorilor italieni ca Rossini . Atunci cănd prietenii și finanțatorii săi l-au auzit, l-au îndemnat să facă premiera la Viena.
Premiera simfoniei a IX-a a avut loc la Viena, la teatrul Kärntnertor (Theatre am Kärntnertor) în anul 1824 împreună cu uvertura "Sfințirea Casei" și primele părți ale compoziției Missa Solemnis. Aceasta a fost prima apariție a lui Beethoven după 12 ani. Sala era plină. Soprana Henriette Sontag și Soprana alto Caroline Unger au apărut primele pe scenă.
Deși performanța a fost oficial regizată de Michael Umlauf, capelmaistrul teatrului, Beethoven a împărțit scena cu el.Cu toate astea, cu doi ani mai devreme, Umlauf a privit cum Beethoven a încercat o repetiție a operei Fidelio care s-a încheiat cu un dezastru, în anul acela, Umlauf i-a instruit pe muzicieni și pe cântăreți, ignorându-l pe Beethoven. La începutul fiecărei părți, Beethoven stătea lângă scenă și dădea tempo-urile, cu toate că era surd.
Există o serie de anecdote despre premiera Simfoniei a IX-a. Pe baza mărturiei participanților, există sugestii că a fost sub-repetată (au existat doar două repetiții complete). Pe de altă parte, premiera a fost un mare succes. În orice caz, Beethoven nu a fost de vină, ca violonistul Joseph Böhm a reamintit: "Beethoven a regizat piesa însuși, el stătea în fața pupitrului și gesticula furios. Uneori el creștea, alteori scădea până la pământ. Acesta s-a mutat ca și în cazul în care el ar  fi vrut să cânte la toate instrumentele  și să cânte pentru întregul cor. Toți muzicienii păstrau ritmul".
Publicul aplauda. Unii plângeau, alții jubilau. Toți aruncau pălăriile și/sau batistele. Cu toții erau exaltați. Unii spuseseră că au primit în dar de la Dumnezeu un erou muzical pe care-l vor respecta mereu, alții râdeau sau se bucurau printre lacrimi de fericire aplaudând apăsat. Apoi tot publicul îl ovaționa pe compozitor. Toți l-au aclamat și l-au lăudat. La final au pornit cinci salve de zgomote cauzate de faptul că mulțimea tropăia de cinci ori. Toată sala răsună de aplauze și urale. Toți ridicau mâinile și aplaudau. Contralto-ul Caroline Unger i-a spus și i-a arătat lui Beethoven mulțimea, întrucât Beethoven doar vedea gesturile publicului.

### Ediții
Prima ediție germană a fost tipărită de Söhne B. Schott (Mainz), în 1826.
Breitkopf & Härtel ediție datând de la 1864 a fost utilizată pe scară largă de către orchestre. În 1997 Bärenreiter publicat o ediție de Jonathan Del Mar.  Potrivit lui Del Mar, această ediție corectează aproape 3000 de greșeli în ediția Breitkopf, unele care au fost remarcabile.  Profesorul David Levy, cu toate acestea, a criticat această ediție, spunând că aceasta ar putea crea tradiții "destul de probabil false". Breitkopf a publicat, de asemenea, o nouă ediție de Peter Hauschild în 2005. 

## Instrumente
| Instrumente aerofone. Piccolo (pentru a patra parte) 2 Fluiere 2 Oboi 2 Clarinete în la, si-bemol și do 2 Fagoturi Contrafagot (pentru a patra parte) | Instrumente din alamă 2 Cornuri (1 și 2) în re și si-bemol 2 Cornuri (3 și 4) în si-bemol (bas), si-bemol și mi-bemol 2 Trompete în re și si-bemol 3 Tromboane (alto, tenor, și bas; pentru a doua și a patra parte) Percuție Timpan Tobă bas(pentru partea a patra) Trianglu (pentru a patra parte) Cinele (pentru a patra parte) | Muzică vocală (pentru a patra parte) Soprană solo Alto solo Tenor solo Bariton solo SATB - Cor 'Instrumente cordofone Viori I, II Viole Violonceluri Contrabasuri |

## Structură
Simfonia este formată din patru părți:
- Allegro Ma Non Troppo
- Scherzo
- Adagio Molto e Cantabile
- Finale (cor interpretând Oda bucuriei)

### Prima parte
Allegro Ma Non Troppo un poco maestoso. Durata - ap. 15 minute.
Prima parte are forma unei sonate și este cântată în pianissimo. Totuși de multe ori devine o parte furtunoasă. Mulți comentatori, au sugerat că această furie, această stare furtunoasă ar fi fost sursa de inspirație a lui Beethoven. Dar din cadrul acestei  "închisori" muzicale apare o temă de putere și claritate muzicală care va conduce toată mișcarea. Mai târziu, la începutul secțiunii de recapitulare se întoarce fortissimo în re-major, mai degrabă decât deschiderea în re minor. Introducerea angajează, de asemenea, utilizarea de mediant a relației tonice care denaturează continuarea tastei tonice până când aceasta este în final cântată de un fagot în cel mai mic posibil registru.

### A doua parte
Scherzo: Molto vivace – Presto. Durata ap. 12 min.
A doua parte este un scherzo și trio în re minor. Uneori, în timpul piesei, ritmul este pesimist la fiecare trei timpi. Un model asemănător acestui scherzo mai este și sonata lui Beethoven pentru pian, Hammerklavier. Probabil din cauza rapidității foarte  mari a piesei. Mișcarea are o direcție - Ritmo di Tre batutte (ritm de trei timpi - 3/4) și la fiecare patru timpi reiese direcția - Ritmo di Quattro batutte (ritm de patru timpi - 4/4).
Beethoven a fost criticat pentru faptul ca a aderat înainte la formularul compozițiilor sale. El a folosit această mișcare (acest scherzo) pentru a răspunde criticilor sale. În mod normal, scherzi au măsură de trei pătrimi. Beethoven a scris această mișcare în trei timpi, dar atunci când este cuplată cu viteza de metru, parcă este o măsură de patru timpi.
În timp ce aderarea la proiectarea ternar standard a unei mișcări de dans/vals (Scherzo-trio-Scherzo, sau menuet-trio-Menuet), secțiunea Scherzo are o structură internă elaborată, aceasta este o formă de sonată completă. În această formă de sonată, primul grup de expunere începe cu o fugă înainte de modulare a lui do major pentru cea de a doua parte a expoziției. Expoziția se repetă înainte de o secțiune de dezvoltare pe termen scurt. Recapitularea dezvoltă în continuare expoziția, care conține, de asemenea, timpani solo. O nouă secțiune de dezvoltare este cântată înainte de recapitulare, iar Scherzo se încheie cu o scurtă codă.
Contrastul secțiunii trio este în re minor și are timp dublu (2/4). Trio-ul este prima dată, când tromboanele cântă în mișcare. A doua apariție  a trio-ului în Scherzo, este ca prima dar fără nicio repetiție. După care apare o mică repetare a trio-ului și apoi totul se încheie cu o codă abruptă.

### A treia parte
Adagio molto e cantabile – Andante Moderato – Tempo Primo – Andante Moderato – Adagio – Lo Stesso Tempo. Durata - ap. 16 mins.
Această mișcare lirică în si bemol major, este totodată și lentă și este într-o formă de variație liberă. Prima variație, ca temă, are măsura de patru timpi - 4/4. A doua are măsura de 12/8. Variațiile sunt separate de măsuri de 3/4, prima variație fiind în re major, a doua în sol major. Variația finală este de două ori întreruptă de episoade în care fanfara cântă tare. Un singur corn important este atribuit celui de-al patrulea muzicant. Tromboanele sunt tăcute pe parcursul mișcării.

### A patra parte (finalul coral)
Faimosul final coral este o reprezentare muzicală a lui Beethoven cu privire la fraternitatea universală. Un pianist american și autor de muzică, Charles Rosen a caracterizat finalul ca o simfonie într-o simfonie, cântată fără întrerupere. Schema simfoniei este următoarea:
- Prima "mișcare": Tema și variațiile cu introducerea lentă. Tema principală care apare pentru prima dată în violoncele si bas este mai târziu "reluată", cu voci.
- A doua "mișcare": 6/8 Scherzo în stil militar (începe cu "Alla Marcia", cuvintele "froh, Wie Seine Sonnen fliegen"), în "stil turcesc". Se încheie cu măsura de 6/8 - măsura variației  temei principale cu cor.
- A doua "mișcare": meditație lentă, cu o temă nouă pe textul "Seid umschlungen, Millionen!" (începe la "Andante Maestoso")
- A patra "mișcare": Fugato final pe temele  de la prima și a treia "mișcare" (începe de la "Allegro energico")

Mișcarea are o unitate tematică, în care fiecare parte poate fi dovedită fie pe tema principală, "Seid umschlungen" - temă, sau o combinație a celor două.
Prima "mișcare" în sine este organizată în secțiuni:
O introducere, care începe cu un pasaj -Presto- furtunos. Apoi citează pe scurt toate cele trei mișcări anterioare, în ordine, fiecare respinsă de violoncele și bas, care apoi cântă într-o prefigurare instrumentală a recitativului vocal. 
- Tema principală constituie baza unei serii de variante pentru orchestră.
- Introducerea se repetă de la Presto, de data aceasta cu solist bas cântând recitativul sugerat anterior de violoncele și bas.
- Tema principală este supusă din nou cu variații, de data aceasta pentru soliști vocali și cor.[15]

#### Părți vocale
O Freunde, nicht diese Töne!
Sondern laßt uns angenehmere anstimmen,
und freudenvollere.
Freude! (cor: Freude! )
Freude! (cor: Freude! )
Freude, schöner Götterfunken*
Tochter aus Elysium,
Wir betreten feuertrunken,
Himmlische, dein Heiligtum!
Deine Zauber binden wieder
Was die Mode streng geteilt;
Alle Menschen werden Brüder,
Wo dein sanfter Flügel weilt.
Wem der große Wurf gelungen,
Eines Freundes Freund zu sein;
Wer ein holdes Weib errungen,
Mische seinen Jubel ein!
Ja, wer auch nur eine Seele
Sein nennt auf dem Erdenrund!
Und wer's nie gekonnt, der stehle
Weinend sich aus diesem Bund!
Freude trinken alle Wesen
An den Brüsten der Natur;
Alle Guten, alle Bösen
Folgen ihrer Rosenspur.
Küsse gab sie uns und Reben,
Einen Freund, geprüft im Tod;
Wollust ward dem Wurm gegeben,
Und der Cherub steht vor Gott.
Vor Gott!
Froh, wie seine Sonnen fliegen
Durch des Himmels prächt'gen Plan,
Laufet, Brüder, eure Bahn,
Freudig, wie ein Held zum Siegen.
Seid umschlungen, Millionen!
Diesen Kuß der ganzen Welt!
Brüder, über'm Sternenzelt
Muss ein lieber Vater wohnen.
Ihr stürzt nieder, Millionen?
Ahnest du den Schöpfer, Welt?
Such' ihn über'm Sternenzelt!
Über Sternen muss er wohnen.
La final se repetă cuvintele:
Seid umschlungen, Millionen!
Diesen Kuß der ganzen Welt!
Brüder, über'm Sternenzelt
Muss ein lieber Vater wohnen.
Seid umschlungen,
Diesen Kuß der ganzen Welt!
Freude, schöner Götterfunken
Tochter aus Elysium,
Freude, schöner Götterfunken
Götterfunken!